# Hospital Infantil Sabará
O Hospital Infantil Sabará é um  centro de atendimento pediátrico, localizado em São Paulo. Ele é reconhecido por ter criado a primeira unidade de terapia intensiva pediátrica da cidade.
Fundado em 14 de abril de 1962 pelos doutores Azarias de Carvalho, Benjamim Kopelmam, Calil Farhat, Charles Naspitz e Fernando de Nóbrega, com o nome de  Pronto Socorro Infantil  mais tarde modificado para o atual, funcionava em imóvel na esquina da Rua Sabará com a Rua Alagoas. Em 2005 foi adquirido pelo Dr. José Luiz Setúbal, que inaugurou novas instalações na avenida Angélica e modernizou a organização.
Em 2013, o Hospital Infantil Sabará foi o primeiro hospital exclusivamente pediátrico no estado de São Paulo a conquistar o selo de Hospital Acreditado pela Joint Commission, o mais importante órgão certificador de qualidade de instituições de saúde no mundo. Em 2016, o hospital recebeu a reacreditação.